# 姜修一
姜 修一（カン・スイル、朝: 강수일、1987年7月15日 - ）は、大韓民国・京畿道東豆川市出身のプロサッカー選手。元韓国代表。ポジションはフォワード（FW）。

## 経歴
韓国人の母とアメリカ人の軍人である父を持つ。誕生時、ソウルを本貫とするソウル姜氏として届けられ、その始祖となった。幼少期に父親はアメリカに帰国し、母子家庭として育った。幼少期は荒れていて、浅黒い肌の色から「黒人」と罵る同級生に対し暴力を振るった。尚志大学校在学中に母親が負傷し、母親を支えるために大学を中退して2007年に仁川ユナイテッドに入団した。2011年に済州ユナイテッドに移籍。2014年はレンタル移籍にて浦項スティーラースでプレーをした。
2015年6月、自身初の韓国代表に選出される。これは1998 FIFAワールドカップ韓国代表に選出された張大一以来、外国系韓国人として代表に選ばれた2人目の選手となる。しかし同月、代表合宿中のドーピング検査で陽性反応が出たことにより代表を辞退。Kリーグから15試合の公式戦出場停止処分を受けた。本人はドーピングの理由を「髭を生やすための育毛剤に禁止薬物が入っていた」と弁明した。その僅か3ヶ月後の8月24日には、謹慎中にもかかわらず泥酔状態で自身が運転中の車をタクシーに追突させ逮捕されたことが発覚。この時、友人が運転していたように見せかけたことから、再び10試合の出場停止と制裁金500万ウォン（約51万円）の処分を受けた。翌8月25日、済州ユナイテッドは姜を「任意脱退｣とした。尚、姜が任意脱退処分を受けるのは、2010年に友人と酒を飲んだ際に、一般人と喧嘩をして処分を受けた時以来、2度目であった
。
2017年5月12日、J2・ザスパクサツ群馬に加入した。J2で22試合に出場し、チーム最多の10得点を挙げたが、最下位でJ3に降格した。
2017年12月、タイ・リーグ1のラーチャブリー・ミトポンFCに移籍した。
2019年7月、東京ヴェルディへの完全移籍が発表された。2020年1月、契約満了により退団し、トラートFCに移籍。しかし、タイ・リーグはCOVID-19パンデミックの影響で4節で中断してしまい、秋春制に移行して9月からの再開が決まったが、姜は7月で契約満了とともに退団し、しばらく無所属期間が続いた。
2021年3月31日、安山グリナースFCと契約し、6年ぶりにKリーグに復帰。2シーズンプレーした後に契約満了となり再び無所属となった。
2024年2月29日、安山グリナースFCに再加入。1年のブランクがあるにも関わらずKリーグ2で21試合に出場。攻撃に活力を加えてチームに貢献し、ピッチの外でもサッカークリニックなどの社会貢献活動にも取り組んで地域社会に良い影響を与えたと評価されて、12月29日に安山と2025年シーズンの契約を結んだ。

## 所属クラブ
ユース経歴
- 東豆川初等學校
- 東豆川中學校
- 尚志大学校（中退）

プロ経歴
- 2007年-2010年  仁川ユナイテッドFC
- 2011年-2015年8月  済州ユナイテッドFC
  - 2014年  浦項スティーラース (期限付き移籍)
- 2017年5月-2017年12月  ザスパクサツ群馬
- 2018年-2019年7月  ラーチャブリー・ミトポンFC
- 2019年7月-同年12月  東京ヴェルディ
- 2020年  トラートFC
- 2021年 - 2022年  安山グリナースFC
- 2024年 -  安山グリナースFC

## 個人成績
| 国内大会個人成績 | 国内大会個人成績 | 国内大会個人成績 | 国内大会個人成績 | 国内大会個人成績 | 国内大会個人成績                        | 国内大会個人成績 | 国内大会個人成績 | 国内大会個人成績 | 国内大会個人成績 | 国内大会個人成績 | 国内大会個人成績 |
| 年度             | クラブ           | 背番号           | リーグ           | リーグ戦         | リーグ戦                                | リーグ杯         | リーグ杯         | オープン杯       | オープン杯       | 期間通算         | 期間通算         |
| 年度             | クラブ           | 背番号           | リーグ           | 出場             | 得点                                    | 出場             | 得点             | 出場             | 得点             | 出場             | 得点             |
| 韓国             | 韓国             | 韓国             | 韓国             | リーグ戦         | リーグ戦                                | リーグ杯         | リーグ杯         | FA杯             | FA杯             | 期間通算         | 期間通算         |
| ---------------- | ---------------- | ---------------- | ---------------- | ---------------- | --------------------------------------- | ---------------- | ---------------- | ---------------- | ---------------- | ---------------- | ---------------- |
| 2007             | 仁川             | -                | Kリーグ          | 2                | 0                                       | 0                | 0                | 0                | 0                | 2                | 0                |
| 2008             | 仁川             | -                | Kリーグ          | 2                | 0                                       | 3                | 0                | 0                | 0                | 5                | 0                |
| 2009             | 仁川             | -                | Kリーグ          | 22               | 4                                       | 4                | 1                | 1                | 0                | 27               | 5                |
| 2010             | 仁川             | -                | Kリーグ          | 21               | 2                                       | 4                | 2                | 3                | 0                | 28               | 4                |
| 2011             | 済州             | -                | Kリーグ          | 24               | 3                                       | 1                | 0                | 2                | 1                | 27               | 4                |
| 2012             | 済州             | -                | Kリーグ          | 32               | 3                                       | -                | -                | 3                | 0                | 35               | 3                |
| 2013             | 済州             | -                | Kクラシック      | 27               | 1                                       | -                | -                | 2                | 0                | 29               | 1                |
| 2014             | 浦項             |                  | Kクラシック      | 29               | 6                                       | -                | -                | 2                | 1                | 31               | 7                |
| 2015             | 済州             |                  | Kクラシック      | 14               | 5                                       | -                | -                | 0                | 0                | 14               | 5                |
| 日本             | 日本             | 日本             | 日本             | リーグ戦         | リーグ戦                                | リーグ杯         | リーグ杯         | 天皇杯           | 天皇杯           | 期間通算         | 期間通算         |
| 2017             | 群馬             | 33               | J2               | 22               | 10                                      | -                | -                | 0                | 0                | 22               | 10               |
| タイ             | タイ             | タイ             | タイ             | リーグ戦         | リーグ戦                                | リーグ杯         | リーグ杯         | FA杯             | FA杯             | 期間通算         | 期間通算         |
| 2018             | ラーチャブリー   |                  | リーグ1          | 26               | 13                                      | 1                | 1                | 1                | 0                | 28               | 14               |
| 2019             | ラーチャブリー   | 12               | リーグ1          | 4                | 0                                       | 0                | 1                | 2                | 13               | 6                |                  |
| 日本             | 日本             | 日本             | 日本             | リーグ戦         | リーグ戦                                | リーグ杯         | リーグ杯         | 天皇杯           | 天皇杯           | 期間通算         | 期間通算         |
| 2019             | 東京V            | 50               | J2               | 3                | 0                                       | -                | -                | -                | -                | 3                | 0                |
| 通算             | 韓国             | 韓国             | Kクラシック      | 173              | 24\|\|\|12\|\|3\|\|13\|\|2\|\|198\|\|29 |                  |                  |                  |                  |                  |                  |
| 通算             | 日本             | 日本             | J2               | 25               | 10                                      | -                | -                | 0                | 0                | 25               | 10               |
| 通算             | タイ             | タイ             | リーグ1          | 38               | 17                                      | 1                | 1                | 2                | 2                | 41               | 20               |
| 総通算           | 総通算           | 総通算           | 総通算           | 236              | 51\|\|\|13\|\|4\|\|15\|\|4\|\|264\|\|59 |                  |                  |                  |                  |                  |                  |

- Jリーグ初出場 - 2017年5月13日 J2第13節 愛媛FC戦 （正田醤油スタジアム群馬）
- Jリーグ初得点 - 2017年5月17日 J2第14節 レノファ山口FC戦 （正田醤油スタジアム群馬）

## 代表歴
- 2015年 韓国代表